# Леки крайцери тип „Чатъм“
Чатъм (на английски: Chatham) са тип леки крайцери на Британския Кралски флот, от времето на Първата световна война. Всичко от проекта са построени 11 единици: „Чатъм“ (на английски: HMS Chatham), „Дъблин“ (на английски: HMS Dublin), „Саутхемптън“ (на английски: HMS Southampton), „Сидни“ (на английски: HMS Sydney), „Мелбърн“ (на английски: HMS Melbourne), „Бризбейн“ (на английски: HMS Brisbane), „Бирмингам“ (на английски: HMS Birmingham), „Лоустофт“ (на английски: HMS Lowestoft), „Бъркинхед“ (на английски: HMS Birkenhead), „Нотингам“ (на английски: HMS Nottingham) и „Честър“ (на английски: HMS Chester). Освен това към тази серия принадлежи и крайцерът „Аделаида“ (на английски: HMS Adelaide), построен в Австралия.
Строени са за „защитници на търговията“ (Trade protection cruisers). За този тип се използва и името тип „Таун“ (на английски: Town), тъй като всички кораби носят имена на градове, понякога са наричани и тип „Бирмингам“. Фактически стават първите британски леки крайцери, макар тази чест обикновено да се приписва на крайцерите от типа „Аретуза“.

## Конструкция
Корпусите на крайцерите са с напречна система на набора. Полубакът се простира примерно на ¾ от дължината на корпуса. Форщевена има вече станалата традиционна сърпообразна форма. По цялата дължина на корпуса има двойно дъно.

## Представители на серията

### Подтип„Чатъм“
| Име           | Построен в                                             | Заложен             | Спуснат на вода      | Влиза в строй       | Съдба          |
| ------------- | ------------------------------------------------------ | ------------------- | -------------------- | ------------------- | -------------- |
| „Чатъм“       | Chatham Dockyard, Великобритания                       | 3 януари 1911 г.    | 9 ноември 1911 г.    | декември 1912 г.    | Списан 1926 г. |
| „Дъблин“      | William Beardmore and Company, Великобритания          | април 1911 г.       | 30 април 1912 г.     | декември 1912 г.    | Списан 1926 г. |
| „Саутхемптън“ | Vickers, Бароу-ин-Фърнес, Великобритания               | 6 април 1911 г.     | 16 май 1912 г.       | ноември 1912 г.     | Списан 1926 г. |
| „Сидни“       | London and Glasgow Engineering Company, Великобритания | 11 февруари 1911 г. | 29 август 1912 г.    | 26 юни 1913 г.      | Списан 1928 г. |
| „Мелбърн“     | Cammell Laird, Великобритания                          | 4 април 1911 г.     | 30 май 1912 г.       | 18 януари 1913 г.   | Списан 1928 г. |
| „Бризбейн“    | Cockatoo Island Dockyard, Сидни, Австралия             | 25 януари 1913 г.   | 30 септември 1915 г. | 12 декември 1916 г. | Списан 1935 г. |

„Бризбейн“ става първият крайцер, построен в Австралия.

### Подтип„Бирмингам“
Шестдюймовото казеннозарядно оръдие с разделно зареждане MkXII е прието на въоръжение през 1914 г. и от момента на въоръжаването с тези оръдия на крайцерите от типа „Бирмингам“ в течение на дълго време остава стандартно оръжие в британския флот. Всичко Кралският флот получава 436 оръдия MkXII. В качеството на ртилерия на средния калибър тези оръдия състоят на въоръжение при дредноутите от типовете Queen Elizabeth и Royal Sovereign, а в качеството на главен – на леките крайцери от типовете С, D, Е и на много други кораби. Конструкцията на шестдюймовките се явява класическа „телова“. Едва в самия край на 20-те години започва разработката на нови 152-мм оръдия с целнотръбна конструкция за куполните артилерийски установки ново поколение за леките крайцери, появяващи се в началото на 30-те години. Обаче и след това MkXII широко се използва във флота. По време на Втората световна война с тях са въоръжени канонерските лодки и някои спомагателни крайцери. Крайцерите от типа „Бирмингам“ получават осем такива оръдия.
| Име         | Построен в                                 | Заложен            | Спуснат на вода  | Влиза в строй    | Съдба                                   |
| ----------- | ------------------------------------------ | ------------------ | ---------------- | ---------------- | --------------------------------------- |
| „Бирмингам“ | Armstrong Whitworth, Великобритания        | 10 юни 1912 г.     | 7 май 1913 г.    | февруари 1914 г. | Списан 1931 г.                          |
| „Лоустофт“  | Chatham Dockyard, Великобритания           | 29 юли 1912 г.     | 28 април 1913 г. | април 1914 г.    | Списан 1931 г.                          |
| „Нотингам“  | Пембрук Док, Великобритания                | 13 юни 1912 г.     | 18 април 1913 г. | април 1914 г.    | Торпилиран от U-52 на 19 август 1916 г. |
| „Аделаида“  | Cockatoo Island Dockyard, Сидни, Австралия | 20 ноември 1915 г. | 27 юли 1918 г.   | 5 август 1922 г. | Списан 1949 г.                          |

„Аделаида“ е вторият крайцер, построен в австралийска корабостроителница. Към момента на залагането му проектът вече е остарял, особено по скоростни качества и програмата има нисък приоритет. Също възникват трудности с доставката на необходимите комплектуващи от метрополията. В резултат на това построяването на кораба се проточва и отнема 7 години.
Това е единственият крайцер от този тип, който взема участие във Втората световна война. Бидейки остарял, се използва през междувоенния период като учебен кораб. През 1928 г. е изваден в резерва. През 1939 г. след основен ремонт се връща в състава на флота и в течение на 1940 – 1942 г. участва в конвойни операции. На 28 ноември 1942 г., действайки съвместно с холандския лек крайцер „Якоб ван Хеемскерк“, потопява немският блокадопробивач „Рамзес“.
На 13 май 1946 г. е изваден от състава на флота и се използва като кораб-мишена. На 29 февруари 1949 г. „Аделаида“ е продаден за скрап.

### Подтип„Бъркинхед“
| Име         | Построен в                               | Заложен            | Спуснат на вода    | Влиза в строй | Съдба          |
| ----------- | ---------------------------------------- | ------------------ | ------------------ | ------------- | -------------- |
| „Бъркинхед“ | Cammell Laird, Бъркинхед, Великобритания | 21 март 1914 г.    | 18 януари 1915 г.  | май 1915 г.   | Списан 1921 г. |
| „Честър“    | Cammell Laird, Бъркинхед, Великобритания | 7 октомври 1914 г. | 8 декември 1915 г. | май 1916 г.   | Списан 1921 г. |

Крайцерите се строят по поръчка на Гърция и първоначално имат имената Latnbros Katsonis и Antinavarhos Kountouriotis. Отличават се по водоизместимост и състава на въоръжението. Някои специалисти смятат „Честър“ и „Бъркинхед“ за най-удачните английски крайцери на Първата световна война.

## Коментари
1. ↑  Всички данни се привеждат към момента на влизане в строй.